# Зло далеков
Зло далеков (англ. The Evil of the Daleks) — девятая серия четвёртого сезона британского научно-фантастического телесериала «Доктор Кто», состоящая из семи эпизодов, которые были показаны в период с 20 мая по 1 июля 1967 года. Второй эпизод сохранился в архивах Би-би-си, остальные шесть были утрачены и доступны лишь в виде реконструкций.

## Сюжет
В Лондоне 1966 года Доктор и Джейми беспомощно смотрят как ТАРДИС грузят в грузовик и увозят из аэропорта Гатвик. Его путь ведёт к антикварному магазину Эдварда Уотерфилда, который продаёт викторианский антиквариат, который выглядит совсем новым. К похищению ТАРДИС Уотерфилда принудили далеки, которые появляются в тайной комнате в магазине с помощью машины времени и убивают его взбунтовавшегося сотрудника Кеннеди. Обследуя магазин, Доктор и Джейми попадаются в газовую ловушку и теряют сознание, а Уотерфилд переносит их на машине времени.
Они просыпаются, обнаруживая себя в 1866 году в доме Теодора Макстибля, партнёра Уотерфилда. Они оба пытались изобрести машину времени из зеркал и статического электричества. После этого появились далеки и захватили в заложники дочь Уотерфилда, Викторию, чтобы тот похитил ТАРДИС. Уотерфилд беспокоится о безопасности себя и своей дочери, но Макстибль, похоже, вместе с далеками по своим причинам.
Далеки грозятся уничтожить ТАРДИС, пока Доктор не поможет провести им эксперимент по выделению «человеческого фактора», уникальному качеству людей, которое помогает им сопротивляться и уничтожать далеков. Этот фактор будет имплантирован в трёх далеков, которые станут началом новой расы супер-далеков, с лучшими качествами людей и далеков. Далеки хотят провести эксперимент над Джейми, чтобы тот спас Викторию, которую держат в доме. Доктору приходится объединиться с далеками, манипулируя Джейми, но не говоря ему суть теста.
Джейми удаётся спасти Викторию, но её снова пленят и перемещают через временной шкаф. Доктор на основе того, как Джейми выполнил задание, выделяет человеческий фактор, но подозревает, что в эксперименте кроется что-то большее. Человеческий фактор имплантируется трём далекам, их личности становятся похожими на людей, и они начинают вести себя почти по-детски, хотя Доктор говорит, что те вскоре повзрослеют. Это и было намерением Доктора: люди-далеки становятся дружелюбнее к людям. Он называет их Альфа, Бета и Омега, но все трое возвращаются через временной шкаф на Скаро, планету далеков.
Тем временем, Уотерфилд обнаруживает, что Макстибль предал их всех в надежде, что далеки откроют ему секрет превращения обычного металла в золото. Тем не менее, Макстибль, который отправился на Скаро через зеркальный шкаф, обнаруживает безжалостность далеков и то, как обманчивы они могут быть: его пытают за провал задания про приводу Доктора к ним. Джейми, Уотерфилд и Доктор отрезаны от временного шкафа, и используют машину времени ближнего действия далеков для путешествия на Скаро прежде, чем бомба уничтожает дом Макстибля.
Все трое пробираются в город далеков и предстают перед внушительным Императором далеков, который раскрывает тайну эксперимента и похищения ТАРДИС: изолировав человеческий фактор, Доктор выделил также и «фактор далеков». Далеки будут использовать его для преобразования людей-далеков. Император также хочет, чтобы Доктор распространил фактор далеков по всей человеческой истории, чтобы всё человечество стало далеками. Доктор знает, что Император понимает: он скорее умрёт, чем выполнит этот приказ, и он обеспокоен: почему Император так спокоен.
Обманом Макстибля заставляют пройти через арку, наполняющую его фактором далеков, превращая его сознание в сознание далека. Он гипнотизирует Доктора и завлекает его пройти через арку, по-видимому обращая его. Но Доктор притворяется, что он и правда обращён и тайно закладывает устройство в арку, пока далеки охотятся на людей-далеков. Остаётся поймать лишь одного далека, и Доктор понимает, что все люди-далеки, прошедшие через арку, будут вновь наполняться фактором далеков.
Как только первая партия Далеков проходит через арку, Доктор освобождает остальных. Арка не работает на нём, так как откалибрована на людей, а он не человек. Доктор также заменил человеческим фактором фактор далеков на арке, и все далеки, прошедшие через неё становятся людьми-далеками и восстают против Императора. Тот вызывает Чёрных далеков, в то время, как восстание распространяется, и город скатывается в хаос. Уотерфилд своим телом закрывает Доктора от выстрела Чёрного далека; Доктор обещает ему, что позаботится о Виктории, и Уотерфилд умирает спокойно. Императора атакуют и уничтожают люди-далеки. Доктор и его компаньоны сбегают, а Макстибль врывается в горящий город, крича о вечной славе расы далеков. Доктор говорит Джейми, что они теперь возьмут осиротевшую Викторию в путешествие. Джейми, Доктор и Виктория видят горящий город далеков с вершины холма, и Доктор предсказывает: эта гражданская война станет наконец концом далеков.

## Актёрский состав
Ниже представлены все члены актёрского состава в порядке появления
- Патрик Тротон — Доктор (все эпизоды)
- Фрейзер Хайнс — Джейми МакКримон (все эпизоды)
- Алек Росс — Боб Холл (эпизод 1)
- Гриффит Девис — Кеннеди (эпизоды 1 и 2)
- Джон Бэйли — Эдвард Уотерфилд (все эпизоды)
- Джофри Колвилль — Кит Перри (эпизоды 1 и 2)
- Джо Роуботтом — Молли Доусон (эпизоды 2-5)
- Мариус Горинг — Теодор Макстибл (эпизоды 2-7)
- Дебора Уетлинг — Виктория Уотерфилд (эпизоды 2-7)
- Бриджит Форсит — Рут Макстибл (эпизоды 2-5)
- Виндзор Девис — Тоби (эпизоды 2-5)
- Гэри Ватсон — Артур Терралл (эпизоды 3-5)
- Сонни Калдинез — Кемел (эпизоды 3-7)

А также
Операторы Далеков: Роберт Джюел, Джеральд Тейлор, Джон Скотт Мартин, Мёрфи Грамбар, Кен Тиллсен
Голоса Далеков: Рой Скелтон, Питер Хоукинс

## Трансляции и отзывы
| Эпизод            | Дата показа  | Продолжительность | Телезрители (в миллионах) | Archive                            |
| ----------------- | ------------ | ----------------- | ------------------------- | ---------------------------------- |
| «Эпизод 1»        | 20 мая 1967  | 24:07             | 8,1                       | Only stills and/or fragments exist |
| «Эпизод 2»        | 27 мая 1967  | 25:13             | 7,5                       | 16mm t/r                           |
| «Эпизод 3»        | 3 июня 1967  | 24:27             | 6,1                       | Only stills and/or fragments exist |
| «Эпизод 4»        | 10 июня 1967 | 24:43             | 5,3                       | Only stills and/or fragments exist |
| «Эпизод 5»        | 17 июня 1967 | 25:23             | 5,1                       | Only stills and/or fragments exist |
| «Эпизод 6»        | 24 июня 1967 | 24:48             | 6,8                       | Only stills and/or fragments exist |
| «Эпизод 7»        | 1 июля 1967  | 24:33             | 6,1                       | Only stills and/or fragments exist |
| [ 2 ] [ 3 ] [ 4 ] |              |                   |                           |                                    |

## Издания

### Видео
- 6 июля 1992 была издана VHS кассета «Doctor Who. Daleks: The Early Years» («Доктор Кто. Далеки: ранние годы») в которую входили все сохранившиеся эпизоды не найденных полностью серий с участием этих персонажей, в том числе и неотреставрированный второй эпизод «Зла далеков»[5].
- В январе 2004 года отреставрированный второй эпизод вошёл в трёхдисковый DVD-комплект «Doctor Who: Lost in Time» («Доктор Кто: Потерянные во времени»), серия расположена на втором диске, на котором также записаны разрозненные найденные эпизоды эпохи Второго Доктора. Также на третьем диске присутствует любительская видеозапись со съёмок финальной сцены разрушение города далеков, видео сопровождается комментариями двух участников создания и съемки этой сцены, записанные специально к изданию DVD[6].

### Аудио
- 6 июля 1992 на двух аудио-кассетах была издана оригинальная аудиоверсия серии с комментариями Тома Бейкера от лица Четвёртого Доктора, пересказывающего одно из своих прошлых приключений. Вырезанию подверглись обе сцены в кафе-баре «Триколор» в первом эпизоде, в которых можно было услышать песни Nobody Knows the Trouble I’ve Seen в исполнении The Seekers и Paperback Writer от Beatles соответственно. Причиной этому стало нежелание BBC вновь платить правообладатели за использование этих песен[7].
- 3 ноября 2003 года серия вновь была выпущена в аудиоформате, теперь в виде двойного CD. В этом издании звук был отреставрирован, а комментарии были озвучены Фрейзером Хайнсом, исполнителем роли Джейми. Сцены в «Триколоре» были оставлены, но песня Beatles была заменена на песню «Hold Tight», также изданную во времена съёмок серии, песня от The Seekers осталась в аудиодорожке. Оригинальное издание входило в комплект «Daleks» состоящий из нескольких эпизодов с этими персонажами[8].
- 2 августа 2004 года аудиозапись с комментариями Хейнса была переиздана в качестве индивидуального CD-комплекта[9].
- 2 февраля 2012 та же аудиозапись была переиздана в комплекте «Doctor Who. The Lost Episodes. Collection 4: 1967» («Доктор Кто. Утерянные эпизоды. Коллекция 4: 1967»), состоящий из всех утерянных серий сериала, изданных в 1967 году[10].
- 19 июля 2019 года вновь эта же аудиозапись была издана на виниле. Издание включает в себя 4 пластинки[11].

### Прочее
- 19 августа 1993 года вышла новеллизация серии, написанная Джоном Пилом и изданная «Virgin Book». Она включает в себя некоторые моменты, отсутствующие в оригинале, и закрытие некоторых «сюжетных дыр»[12].
- В январе 2009 года студия Loose Cannon Productions, занимавшаяся некоммерческими санкционированными с BBC реконструкциям утерянных эпизодов Доктора Кто, выпустила реконструкцию всех потерянных эпизодов серии. Реконструкция представляет собой отреставрированные аудиозаписи всех серий, сопровождающиеся существующими кадрами серий, аннотациями и некоторыми другими элементами в том числе компьютерной графикой. Кассета также включала в себя вступление от исполнителя роли Шестого Доктора Колина Бейкера, а также интервью с исполнителем роли Кемела и создателем новеллизации. До 2015 года реконструкция бесплатно распространялась на VHS-носителе, но после закрытия сайта студии эта возможность исчезла[13].